# 스미노에 미치루
스미노에 미치루(일본어: 住江 みちる すみのえ みちる[*], 1926년 8월 16일 - 1988년)는 다카라즈카 가극단에 재적했던 가수이다. 본명은 마토바 미도리(的場翠)이다. 효고현 아시야시 출신이다. 프로레슬링 해설자 이쥬인 히로시의 조카이다.

## 다카라즈카 시절
1939년에 29기생으로, 다카라즈카 음악무용학교 (현 다카라즈카 음악학교)에 입학하여, 1942년에 다카라즈카 가극단에 입단하여, 1946년에 퇴단하였다.
재단 중에 우즈 히데오 작품 「피노치오(ピノチオ)」에 출연했다.
1988년에 췌장암으로 사망했다.

## 가수 시절

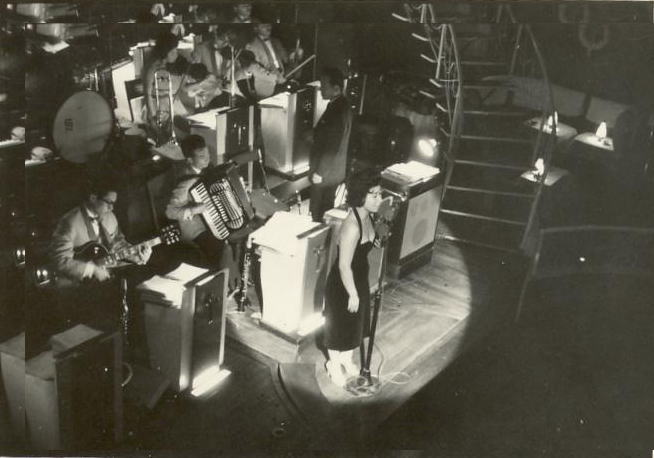
하네다 타카코

1946년부터는 "하나다 미도리(花田みどり)", "로시타 하나다(ロシータ・花田)", "하네다 타카코(羽田隼子)"의 예명으로 가수로 활동했다.
NHK 오사카 방송의 식후의 음악에 출연하였다.
1960년 (쇼와 35년), TBS테레비의 음악수첩 계절의 노래에도 출연했다.

### 수록 레코드
- 매혹적인 샹송집III (쇼와 36년 12월 5일 발매, 일본 엔젤 레코드 주식회사)
  - 연주：엔젤 앙상블
  - 지휘：이토 에이지 (伊藤英二)
  - 노래：하네다 타카코 외 3명
  - 목록：8곡 수록 중 2곡 가창

1. 물랑 루즈 (ムーラン・ルージュ)
2. 가랑비 내리는 지름길 (小雨ふる径)

- 꿈의 남십자성 (쇼와 36년 12월 5일 발매, 일본 엔젤 레코드 주식회사)
  - 연주：악단 남십자성
  - 노래：로시타 하나다
  - 목록：

1. 라무르 오리엔탈 (ラムール・オリエンタル)
2. 엔젤 세레나데 (エンゼル・セレナーデ)
3. 나는 별의 카르멘 (私は星のカルメン)
4. 보석 (宝石)
5. 분가원 솔로 (ブンガワン・ソロ)
6. 붕가 빈탄 (ブンガ・ビンタン)
7. 에스트렐리타 (エストレリータ)
8. 벽공 (碧空)